# 福岡県信用漁業協同組合連合会
福岡県信用漁業協同組合連合会（ふくおかけんしんようぎょぎょうきょうどうくみあいれんごうかい）は、福岡県福岡市中央区に本店を置いていた、信用漁業協同組合連合会。

## 概要
福岡県内の漁業協同組合の信用事業を統括する都域漁協系金融機関であり、県内漁業協同組合を会員とする。通称は「JF福岡信漁連」。統一金融機関コードは9489。2021年4月、当会を存続法人として、九州各県の信漁連が吸収合併され、九州信用漁業協同組合連合会となった。

## 店舗所在地
※：括弧内は店舗コード。
- 本店（001）/福岡県福岡市中央区舞鶴二丁目4-19
- 有明支店（003）/福岡県柳川市三橋町高畑271

この他、県内の漁協が当会の代理店として窓口を設置していた。